# Вакуленко Віктор Дмитрович
Віктор Дмитрович Ваку́ленко (16 грудня 1921, Ізюм — 10 червня 2000, Київ) — український письменник, драматург, член Спілки радянських письменників України з 1957 року.

## Життєпис
Народився 16 грудня 1921 року в місті Ізюмі (нині Харківська область, Україна) в сім'ї робітника.
У 1940 році добровольцем пішов до Червоної армії, брав участь у радянсько-фінській війні як воєнний кореспондент. Після важкого поранення був демобілізований.
Працював комсомольським організатором колгоспу «Червоний паровоз» у селищі Підлужному; у 1941—1942 роках — токарем на Ізюмському оптико-механічному заводі. Протягом 1949—1950 років — літературний працівник газети «Радянська Україна». 1950 року закінчив філологічний факультет Київського університету.
У 1951—1953 роках — завідувач відділу художньої самодіяльності газети «Радянське мистецтво». 1960 року закінчив Вищі літературні курси при Літературному інституті імені Олексія Горького у Москві. Член КПРС з 1960 року.
Помер у Києві 10 червня 2000 року.

## Творчість
Перші оповідання і нариси опубліковані у 1940—1941 роках у фронтових газетах. У творчому доробку:
- роман «Шукаючи цвіту папороті» (1966; 1987)[b];
- збірка повістей та оповідань «Гомін землі» (1969);
- роман-дилогія «Так ніхто не любив» («Повінь зорі колише», 1973; «Відгукнись, моє серце», 1977)[c];
- історичний роман «Все йде, все минає» (томи 1–2, 1976–88; опубліковано у 1992 році)[d];
- роман-сповідь «Хмари минулих днів» (1995);

п'єси
- «Шлях до щастя» (перша постановка — 1951)[f];
- лірична комедія «Пісня серця» (вперше опублікована в альманасі «Літературна молодь» у 1954 році);
- лірична комедія «Зоряні ночі» (1955)[g];
- героїчна драма «Полтавська фортеця» (1957)[h];
- «Коли розлучаються двоє» (1958);
- «Легенда Блакитної затоки» (1959).

П'єси «Пісня серця» у 1954 році та «Зоряні ночі» у 1955 році поставлені в Тернопільському українському музично-драматичному театрі. Ці ж п'єси у 1956 і 1963 роках, а також п'єса «Коли розлучаються двоє» у 1959 році поставлені у Пряшківському українському народному театрі, на сцені Волинського (у 1956 році) та Стрийського (у 1957 році) українських драматичних театрів.
Низку п'єс перекладено російською мовою.

## Виноски
1. ↑  Нині у складі села Капитолівки Ізюмського району Харківської області[4].
2. ↑  Присвячений молоді, проблемам формування її життєвої позиції[5].
3. ↑  Про підпільників у роки німецько-радянської війни.
4. ↑  Про Антську державу в 4 столітті н. е.
5. ↑  Поставлені в різних театрах Української РСР та РРФСР[3].
6. ↑  Присвячена молоді, проблемам формування її життєвої позиції[5].
7. ↑  Присвячена молоді, проблемам формування її життєвої позиції[5].
8. ↑  Про героїчне минуле народу[5].